# Kirschheide (Solingen)
Kirschheide ist ein aus einer Hofschaft hervorgegangener Wohnplatz in der bergischen Großstadt Solingen.

## Lage und Beschreibung
Der heute in der geschlossenen Bebauung aufgegangene Ort Kirschheide befindet sich im Westen des Stadtbezirks Burg/Höhscheid und gehört dem Stadtteil Höhscheid an. Er befindet sich entlang der Bundesstraße 229, die auf einem Höhenrücken zwischen dem Pilghauser Bachtal im Norden und dem Weinsbergtal im Süden verläuft. Dort befindet sich der Ort zwischen den Einmündungen der Brauerei- und der nach ihm benannten Kirschheider Straße. Von den aus dem 18. Jahrhundert stammenden ehemals zwei prägenden Villen ist heute nur noch das Haus Kirschheide erhalten, das ebenfalls nach dem Wohnplatz benannt wurde. Auf der gegenüberliegenden Seite befindet sich heute die Villa Lindenhof, die ehemalige Familienbildungsstätte der Stadt Solingen.
Benachbarte Orte sind bzw. waren (von Nord nach West): Mittelpilghausen, Weegerberg, Obenweeg, Lindenhof, Erf, Königsmühle, Schallbruchsmühle, Platzhof, Weinsberg, Neuenhof, Neuenkamp, Siepen und Untenpilghausen.

## Etymologie
Der aus dem 15. Jahrhundert stammende Ortsname an / auf der Heide wurde ab dem 18. Jahrhundert um den Familiennamen Kirsch ergänzt, da Angehörige dieser Familie sich dort niederließen.

## Geschichte
Der Ort kann bis in das 15. Jahrhundert zurückverfolgt werden, er wurde als Guedt an der Heyden erstmals urkundlich im Jahre 1412 erwähnt. Seit dem 18. Jahrhundert ist der Name als Kirschheide nachweisbar, entstanden etwa aus dem 1765 nachgewiesenen Clemens Kirsch auf der Heyden.
In der Karte Topographia Ducatus Montani, Blatt Amt Solingen, von Erich Philipp Ploennies aus dem Jahr 1715 ist der Ort mit zwei Hofstellen verzeichnet und als a. d. Heide benannt. Er wurde in den Ortsregistern der Honschaft Katternberg innerhalb des Amtes Solingen geführt. Durch den Ort wurde zwischen 1752 und 1754 der Neue Rheinweg ausgebaut, der die Handelsstadt Solingen mit dem Rheinhafen in Hitdorf verband. Heute verläuft hier die Bundesstraße 229, die Neuenhofer bzw. Neuenkamper Straße. Die Topographische Aufnahme der Rheinlande von 1824 verzeichnet den Ort als Kirschheide, die Preußische Uraufnahme von 1844 verzeichnet ihn als Kirchheide (vermutlich ein Schreibfehler). In der Topographischen Karte des Regierungsbezirks Düsseldorf von 1871 ist der Ort ebenfalls als Kirschheide verzeichnet.

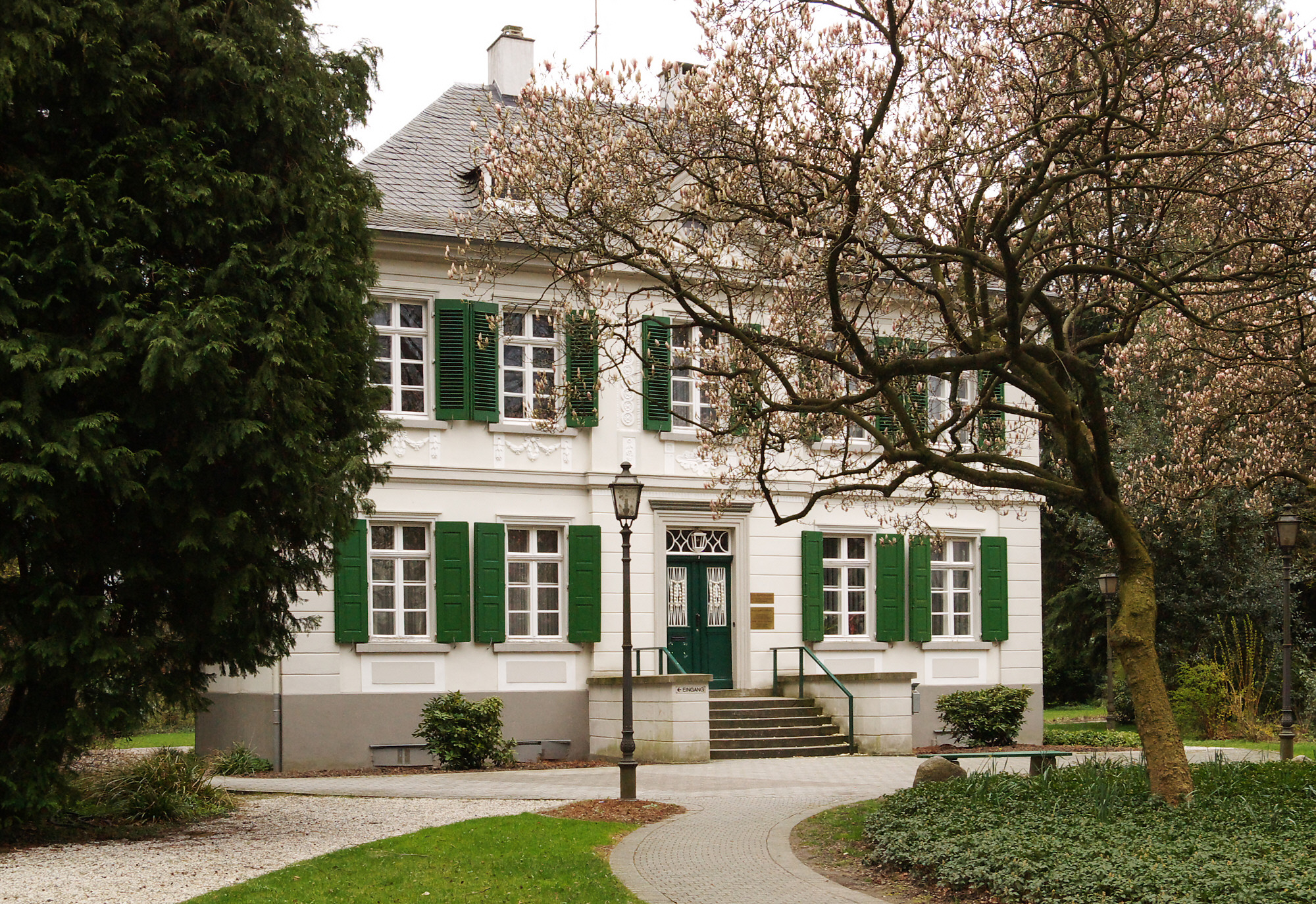
Haus Kirschheide von 1782/85

In der zweiten Hälfte des 18. Jahrhunderts entstanden an der Kirschheide zwei repräsentative Fabrikantenvillen, die den Ort lange Zeit prägten.:3 So entstand 1771 die sogenannte Blaue Seite der Kirschheide als bergisches Schieferhaus im Rokokostil, die auch als Villa Lindenhof bekannt war. Ihren Beinamen erhielt sie, da das Sonnenlicht auf ihren Schieferplatten bläulich schimmerte. Der Blauen Seite gegenüber entstand 1782/1785 in frühklassizistischen Formen die sogenannte Weiße Seite der Kirschheide, das heutige Haus Kirschheide. Dieses wurde später unter anderem als Landratsamt des Kreises Solingen und als Höhscheider Rathaus genutzt.
Nach Gründung der Mairien und späteren Bürgermeistereien Anfang des 19. Jahrhunderts gehörte der Ort zur Bürgermeisterei Höhscheid, die 1856 zur Stadt erhoben wurde und lag dort in der Flur III. Neuenhof.

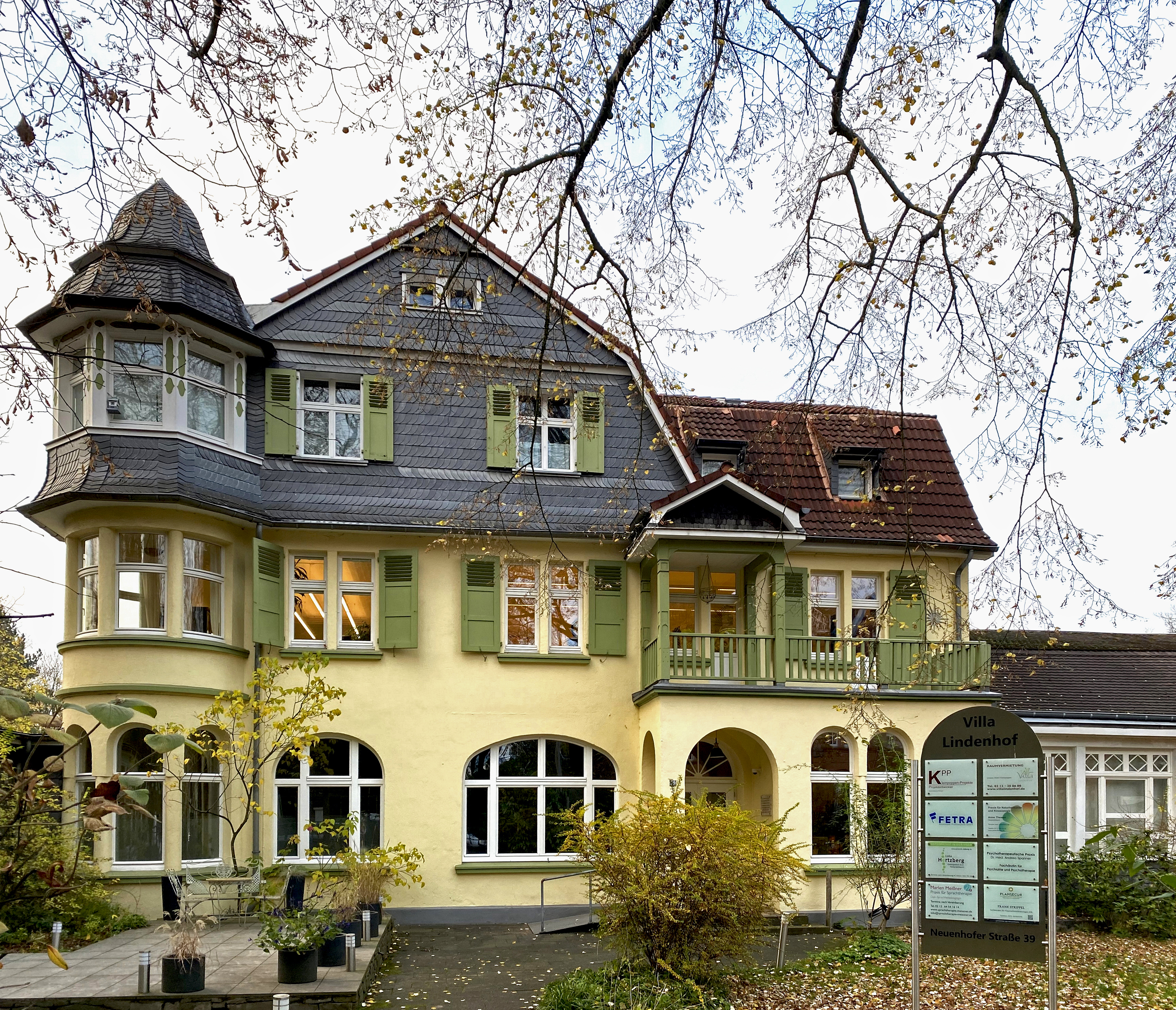
Villa Lindenhof von 1909

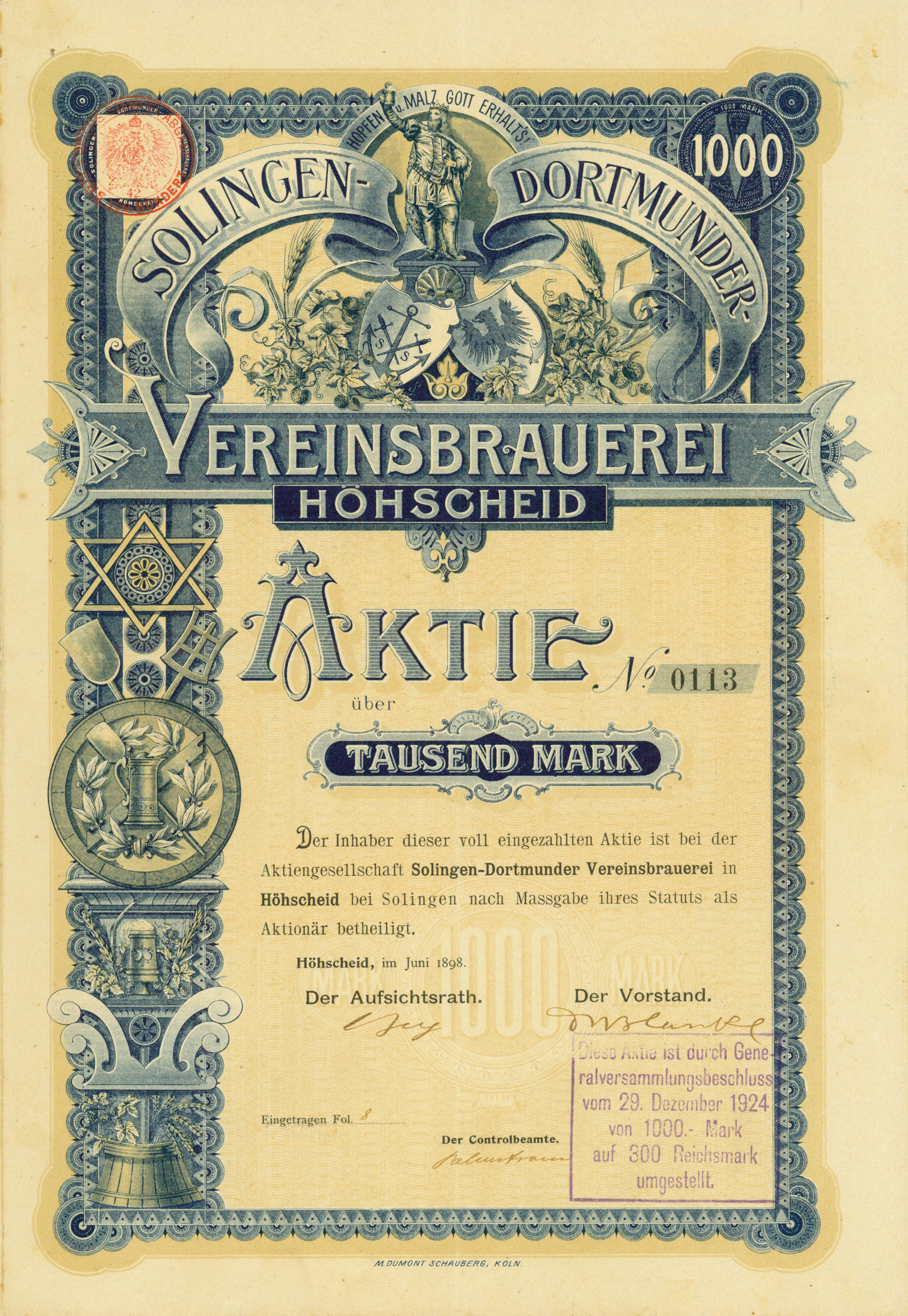
Aktie über 1000 Mark der Solingen-Dortmunder Vereinsbrauerei in Höhscheid vom Juni 1898

Im Jahre 1897 wurde an der Kirschheide die Solingen-Dortmunder Vereinsbrauerei Höhscheid gegründet, die später nur noch als Vereinsbrauerei Höhscheid firmierte und durch die Brauerei Beckmann betrieben wurde. Nach der Brauerei wurde auch die angrenzende Straße in das Weinsbergtal benannt: Brauereistraße. Die durch die Brauerei um die Wende zum 20. Jahrhundert als Ausflugslokal betriebene Blaue Seite der Kirschheide brannte 1908 durch einen Unglücksfall ab, erhalten blieb lediglich der Gewölbekeller. An der Stelle der Villa wurde 1909 eine neue Villa Lindenhof als Ausflugslokal und Restaurant errichtet. Dabei handelt es sich um das heute noch vorhandene Gebäude, das später unter anderem als Familienbildungsstätte durch die Stadt Solingen genutzt wurde. Sowohl das Haus Kirschheide wie auch die Villa Lindenhof wurden als Baudenkmäler in die Solinger Denkmalliste aufgenommen.
Mit der Städtevereinigung zu Groß-Solingen im Jahre 1929 wurde Kirschheide ein Ortsteil Solingens. Durch die bauliche Verdichtung seit der Wende zum 20. Jahrhundert ist Kirschheide nicht mehr als eigenständiger Wohnplatz erkennbar, er ist entlang der Bundesstraße 229 mit Neuenhof und Lindenhof zusammengewachsen.